# Berghausen (Einrich)
Berghausen ist eine Ortsgemeinde im Rhein-Lahn-Kreis in Rheinland-Pfalz, sie gehört der Verbandsgemeinde Aar-Einrich an.

## Geographie
Der Ort liegt im westlichen Hintertaunus in der Landschaft des Einrich in der Nähe von Katzenelnbogen. Zu Berghausen gehören auch die Wohnplätze Hof am Buchenbusch und Taunus-Sprudel. Höchste Erhebung bei Berghausen ist der  Sandkopf mit 401 m ü. NHN.
Nachbarorte sind Dörsdorf (südlich), Allendorf (nordwestlich) und Bonscheuer, ein Ortsteil von Mudershausen (nordöstlich).

## Geschichte
Berghausen wird im Jahr 1260 erstmals urkundlich erwähnt. Die Grafen von Katzenelnbogen waren bis 1479 Landesherren der Niedergrafschaft Katzenelnbogen und damit auch Berghausens. Größter Grundherr in Berghausen war bis zur Säkularisation das Ferrutiusstift in Bleidenstadt. Seit 1806 gehörte der Ort zum Herzogtum Nassau, ab 1866 zum Königreich Preußen, als das Herzogtum infolge des Deutschen Krieges von Preußen annektiert und nachfolgend in die Provinz Hessen-Nassau eingegliedert wurde.
Nach dem Zweiten Weltkrieg der französischen Besatzungszone zugeordnet, ist Berghausen seit 1946 Teil des damals neu gebildeten Landes Rheinland-Pfalz. 1972 kam es im Zuge der rheinland-pfälzischen „Funktional- und Gebietsreform“ zur Bildung der Verbandsgemeinde Katzenelnbogen, der die Ortsgemeinde Berghausen bis 2019 angehörte und die dann in der Verbandsgemeinde Aar-Einrich aufging.
Im Ort befindet sich eine Mineralwasserquelle, deren Wasser zeitweise abgefüllt und unter dem Markennamen "Taunussprudel Katzenelnbogen" vermarktet wurde.
Bevölkerungsentwicklung
In den Jahren um 1260 hatte der Ort etwa 60 Einwohner, 1584 bereits 120 Einwohner.
Die weitere Entwicklung der Einwohnerzahl von Berghausen, die Werte von 1871 bis 1987 beruhen auf Volkszählungen:
| Jahr | Einwohner |
| ---- | --------- |
| 1815 | 168       |
| 1835 | 204       |
| 1871 | 189       |
| 1905 | 232       |
| 1939 | 200       |
| 1950 | 237       |
| 1961 | 214       |

| Jahr | Einwohner |
| ---- | --------- |
| 1970 | 240       |
| 1987 | 236       |
| 1997 | 269       |
| 2005 | 313       |
| 2011 | 320       |
| 2017 | 290       |
| 2023 | 298       |

## Politik

### Gemeinderat
Der Gemeinderat in Berghausen besteht aus acht Ratsmitgliedern, die bei der Kommunalwahl am 9. Juni 2024 in einer Mehrheitswahl gewählt wurden, und dem ehrenamtlichen Ortsbürgermeister als Vorsitzendem.

### Bürgermeister
Peer Klein wurde am 6. Oktober 2020 Ortsbürgermeister von Berghausen. Der bisherige Bürgermeister Thomas Pfaff war bei der Direktwahl am 26. Mai 2019 nicht erneut angetreten. Da es auch keinen anderen Bewerber gab, musste zunächst Torsten Heuser als Vertretungsbeauftragter eingesetzt werden, bis sich mit Klein ein Kandidat fand, der vom Gemeinderat einstimmig gewählt wurde. Bei der Direktwahl am 9. Juni 2024 wurde Klein mit 91,4 % der Stimmen ohne Gegenkandidat für weitere fünf Jahre in seinem Amt bestätigt.

### Wappen
| Wappen von Berghausen | Blasonierung: „Auf Rot unten ein goldener Berg, auf dessen Gipfel ein goldenes Haus steht. Über dem Haus ein goldenes Schwert und eine goldene Lanze, welche sich kreuzen.“                                                                        |
| Wappen von Berghausen | Wappenbegründung: Die Wappenfarben Rot und Gold entsprechen den Farben der Grafen von Katzenelnbogen. Lanze und Schwert weisen auf den heiligen Ferrutius hin. Das Haus auf dem Berg ist ein „redendes Wappen“. Das Wappen wird seit 1980 geführt. |

## Kultur und Sehenswürdigkeiten

### Bauwerke
In der Denkmalliste des Landes Rheinland-Pfalz (Stand: 2024) werden folgende Kulturdenkmäler genannt:
- Hofanlage aus dem 18. Jahrhundert
- Zwei Fachwerkhäuser
- Brücke über den Dörsbach südwestlich des Ortes, errichtet im 19. Jahrhundert

Siehe auch: Liste der Kulturdenkmäler in Berghausen (Einrich)

### Regelmäßige Veranstaltungen
Die Bornkerb findet jährlich im Juli statt, allerdings wechselnd zwischen den Ortsgemeinden Berghausen, Dörsdorf und Eisighofen.

## Wirtschaft und Infrastruktur

### Öffentliche Einrichtungen
Das ehemalige Backes wird als Dorfgemeinschaftshaus genutzt.

### Verkehr
Berghausen liegt an der Kreisstraße 55 (im Ort Bergstraße), die etwa 500 Meter südwestlich des Ortes in die Landesstraße 322 mündet. Die von der K 55 abzweigende Hauptstraße führt in ihrer Verlängerung zum Nachbarort Allendorf.

## Persönlichkeiten
- Rudolf Diels (1900–1957), Jurist, erster Chef der Gestapo, Regierungspräsident des Regierungsbezirks Köln